# つばめ投資顧問
つばめ投資顧問合同会社（つばめとうしこもん、Swallow Investment Advisor.LLC）は、国内外の株式および投資信託等の価値の分析又はこれらの価値の分析に基づく投資判断に関し助言を行う独立系投資顧問会社である。
金融庁が公表している金融商品取引業者一覧によると、関東財務局に登録されている金融機関である。
長期投資家を対象にウォーレン・バフェットに習って主にバリュー株投資を行い、パイロット運用と呼ばれる代表の栫井氏の取引をまずは真似するところから、投資を始めることができるサービスを提供している。

## 概要
- 所在地：千葉県袖ケ浦市奈良輪336 GAULAB307号室
- 設立：2016年2月3日
- 金融庁登録番号：金融取引業者 関東財務局長（金商）第2932号
- 加入協会：一般社団法人日本投資顧問業協会　会員番号 第012-02754号[2]
- 代表者：栫井駿介（代表社員）

## 沿革
- 2016年（平成28年）2月3日：つばめ投資顧問合同会社設立
- 2016年（平成28年）6月22日：金融取引業者 関東財務局長（金商）第2932号 登録
- 2016年（平成28年）7月8日：一般社団法人日本投資顧問業協会　会員番号 第012-02754号
- 2016年（平成28年）8月5日：投資助言サービス開始
- 2017年（平成28年）有料会員数が100名を突破[3]
- 2021年（令和3年）7月16日「投資顧問 料金満足度」など3項目で第1位を獲得[4]
- 2022年（令和4年）長期投資インフルエンサーのろくすけ氏が顧問に就任[5]
- 2022年（令和4年）森和夫さんがパートナーに就任[6]
- 2022年（令和4年）発行するメルマガがまぐまぐ大賞2022資産運用（株式）2位を獲得[7]

## 事業概要
- 投資助言・代理業
- 投資スクール・セミナーの運営